# Parnall Possum
O Parnall Possum foi um bombardeiro experimental triplano com um único motor propulsando por meio de cardã duas hélices.